# The Streets
Mike Skinner, alias The Streets (Birmingham, 27 novembre 1979), è un rapper britannico.

## Biografia
Acquistò la sua prima tastiera quando aveva cinque anni. Da adolescente si costruì un piccolo studio di registrazione nella sua camera da letto. Iniziò a scrivere musica hip hop e garage insieme ai suoi amici, compreso il suo migliore amico Adam Swaby. Iniziò a fare canzoni all'età di quindici anni.
Negli anni novanta frequentava il college di Birmingham e lavorava nei fast food locali, mentre cercava di fondare la sua etichetta discografica personale. Il piano The Streets partì come gruppo, ma si trasformò in cantante solista in breve tempo, poiché i membri continuavano a lasciare il progetto. Alla fine del 2000, l'etichetta Locked On, che ebbe successo con gli Artful Dodger e Craig David, approvò a pubblicare "Has It Come To This" sotto il nome The Streets. Skinner si trasferì da Birmingham a Brixton per portare avanti la sua carriera musicale.

### L'inizio carriera
Per il suo album di debutto, Original Pirate Material, Skinner voleva portare la musica garage verso una nuova direzione con materiale che rispecchiava la vita dei clubbers inglesi. L'album ebbe successo sia con il pubblico che con la critica. The Streets venne nominato nell'edizione 2002 dei BRIT Award nelle categorie "miglior album", "miglior artista urban", "miglior artista emergente" "miglior artista maschile inglese".
Il successo di Original Pirate Material nel Regno Unito portò ad una pubblicazione negli Stati Uniti dell'album con la Vice/Atlantic verso la fine del 2002. Venne presto lodato da Rolling Stone, Spin Magazine, The New York Times, Blender, USA Today e il LA Times, tutti nominandolo come uno dei migliori album dell'anno.

### A Grand Don't Come for Free
Nel maggio 2004 uscì "Fit But You Know It", che annunciò l'uscita del nuovo album A Grand Don't Come for Free, che è un concept album su un breve periodo della vita dell'artista. Tra gli eventi descritti riguardano la perdita di mille sterline, l'inizio di una nuova relazione e le vacanze.
L'album esordì in seconda posizione e raggiunse in poco tempo la prima. L'uscita del secondo singolo, "Dry Your Eyes", e il conseguente successo, suscitò un nuovo interesse per l'album precedente, che rientrò nelle classifiche inglesi e raggiunse posizioni più alte di quelle toccate ai tempi della pubblicazione.

### The Hardest Way to Make an Easy Living
Il terzo album di Skinner, The Hardest Way to Make an Easy Living, uscì il 10 aprile 2006 nel Regno Unito e il 25 aprile in America del Nord.
Il primo singolo, intitolato "When You Wasn't Famous", fu pubblicato due settimane prima dell'album. La canzone parla dei guai passati da Skinner cercando di avere una relazione con un personaggio famoso, sfruttando la sua fama. Il secondo singolo, "Never Went to Church", è un tributo al padre scomparso.

### Everything Is Borrowed
Il quarto album, Everything Is Borrowed, esce il 15 settembre 2008 nel Regno Unito preceduto di qualche settimana dal singolo/video di The Escapist. I brani compaiono per la maggior parte sulla pagina myspace di Skinner, e in qualche caso nascosti nelle pages di altre band che "ospitano" per l'occasione alcune nuove canzoni dell'artista. Le sperimentazioni musicali sono 
ancora più impavide che nei lavori precedenti, il risultato decisamente più onirico data la ricercatezza e la particolarità delle basi.

## Discografia

### Album in studio
- 2002 - Original Pirate Material
- 2004 - A Grand Don't Come for Free
- 2006 - The Hardest Way to Make an Easy Living
- 2008 - Everything Is Borrowed
- 2011 - Computers and Blues
- 2020 - None of Us Are Getting Out of This Life Alive

### Singoli
- 2001 - "Has It Come to This?"
- 2002 - "Let's Push Things Forward" (Featuring Kevin Mark Trail)
- 2002 - "Weak Become Heroes"
- 2002 - "Don't Mug Yourself"
- "The Irony of It All"
- "Turn the page"
- 2004 - "Fit But You Know It"
- 2004 - "Dry Your Eyes"
- 2004 - "Blinded by the Lights"
- 2004 - "Could Well Be In"
- 2006 - "When You Wasn't Famous"
- 2006 - "Never Went to Church"
- 2006 - "Prangin' Out"
- 2006 - "Deluded In My Mind"
- 2008 - "The Escapist"
- 2008 - "Everything Is Borrowed"
- 2009 - "Never Give In"
- 2009 - "Heaven For The Weather"
- 2009 - "On the Edge of a Cliff"